# ヤングパーク
ヤングパーク（YOUNG PARK）は、MBSラジオで2003年10月から2005年9月まで放送していたラジオ番組。
なお放送開始・終了日などはあくまで暦日で表記しているため、注意のこと。

## 概要
2003年3月まで放送していた「オレたちやってま～す」の流れを汲む番組である。
同時期に「オレたちのヒロイン」、「オレたちヒーロー」が放送開始された。
番組プロデューサー曰く、番組コンセプトは「元祖ヤングタウンのJr.世代への『ヤングタウン』+『オレたちXXXやってま～す』テイストの新しい夜番組」である。
後継番組は「ゴチャ・まぜっ!」。

## 2003年10月 - 2004年3月
放送時間
- 毎週土・日曜日21:00 - 21:25

### 土曜日「YOUNG PARK ～We are Sneaker Ages～」
出演者
- キングコング（西野亮廣・梶原雄太）
- HIDEBOH（THE STRIPES）
- HONEY SAC

内容
なんばパークス内MBSサテライトスタジオ『パラパラ』から公開録音で放送。

### 日曜日
出演者
- 城島茂（TOKIO）
- 鈴木繭菓（ランキングコーナー）

内容
「オレたちやってま～す」時代の出演者がゲスト出演。

## 2004年4月 - 2005年3月
放送時間
- 毎週日曜日（土曜深夜）0:05 - 2:00

ヤングパークは日曜日（土曜深夜）のみとなり、1部・2部・延長戦と分けて放送した。

### 1部「YOUNG PARK ～We are Sneaker Ages～」
放送時間
- 0:05 - 1:00

出演者
- キングコング（西野亮廣・梶原雄太）
- HIDEBOH（THE STRIPES）
- HONEY SAC

その他(お便りコーナーのみ)
- 西川史子（お便りコーナーのみ）
- 岩佐真悠子（お便りコーナーのみ）

内容
お便りコーナー以外、MBSサテライトスタジオ『パラパラ』からの公開録音であった。

### 2部「YOUNG PARK ～We are Doing Ages～」
放送時間
- 1:00 - 1:50（ - 2004年9月26日）
- 1:00 - 1:40（2004年10月3日 - ）

出演者
- 城島茂（TOKIO）
- 遠藤章造（ココリコ）
- 仲根かすみ
- チカコ（FREENOTE、2004年9月25日までチカコールのコーナー以降に出演）

#### ミニコーナー「乙女のささやき」（ - 2004年9月25日）
- 野中藍
- 鈴木繭果

内容
　～We are Doing Ages～のサブタイトルは10月から突如付けられた。『やってま～す』世代ということである。

### 延長戦

#### YOUNG PARK 延長戦・トレンドーン（2004年4月 - 9月）
放送時間
- 1:50 - 2:00

出演者
- 濱口優（よゐこ）
- 吉岡美穂

#### YOUNG PARK 延長戦・2時まで生風討論（2004年10月 - 2005年3月）
放送時間
- 1:40 - 2:00

出演者
- 濱口優（よゐこ）
- 吉岡美穂
- 伊﨑右典（FLAME）
- 若槻千夏

内容
「オレたちのヒロイン」番組終了後に若槻千夏、伊崎右典が「2時まで生風討論」に移動してきた。「オレたち-」に引き続きスポンサーは竹書房。

## 2005年4月 - 9月
放送時間
- 毎週日曜日（土曜深夜）0:05 - 1:30

### シャカリキ!難波ブラザーズ
放送時間
- 0:05 - 0:50

出演者
- キングコング（西野亮廣・梶原雄太）
- HIDEBOH
- 福井未菜

内容
「YOUNG PARK ～We are Sneaker Ages～」で結成した難波兄弟による番組。引き続き、パラパラスタジオから公開録音で放送された。

### シャカリキ!延長戦V3
放送時間
- 0:50 - 1:00

出演者
- 濱口優（よゐこ）
- 吉岡美穂
- 伊崎右典（FLAME）

内容
放送時間は再び10分となった。収録自体は30分程行っていたという。

### YOUNG PARK.30
放送時間
- 1:00 - 1:30

出演者
- 城島茂（TOKIO）
- 遠藤章造（ココリコ）
- 若槻千夏
- 川村ゆきえ (2005年6月4日 - 2005年7月9日)

内容
スポンサーは竹書房。